# Baba Neagră

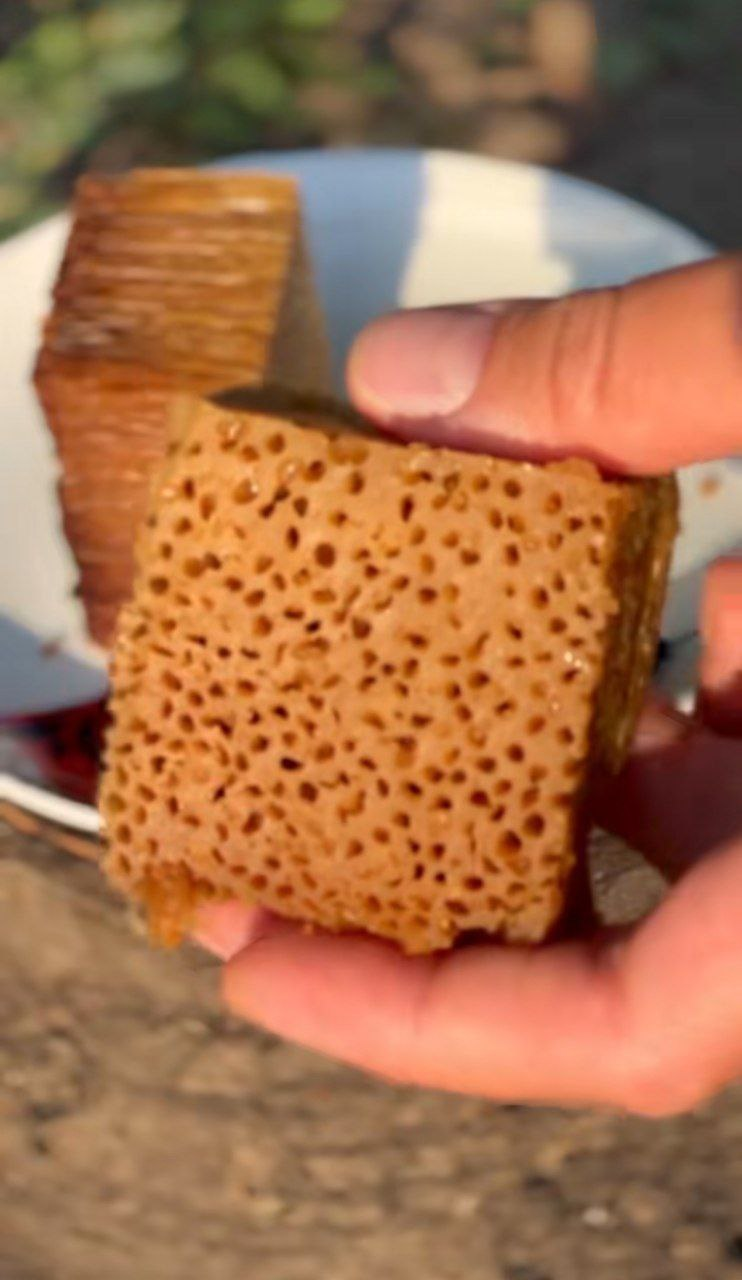
Baba neagra

Baba Neagră  (Baba Neagră, traducido del rumano como "Abuela Negra") es un postre tradicional de la cocina moldava, especialmente popular en las regiones del norte de la República de Moldavia. Este plato se caracteriza por su color oscuro, su textura porosa y su consistencia suave, similar a un pudín caramelizado. La receta tradicional utiliza ingredientes simples: huevos, kéfir, azúcar, harina y bicarbonato de sodio.
Una característica distintiva de este postre es su proceso prolongado de horneado, durante el cual el bicarbonato de sodio reacciona con los productos lácteos ácidos, dando al plato su color único y su sabor característico.

## Historia

### Origen del plato
Las raíces históricas de Baba Neagră se encuentran en las tradiciones de la cocina monástica. Las primeras menciones de recetas similares a Baba Neagră aparecen en el libro Carte de bucate boierești ("El libro de cocina noble"), publicado en Iași en 1841 por Mihail Kogălniceanu y Costache Negruzzi. Esta obra describe varias variantes de platos denominados Babe fără lapte ("Babes sin leche") y Babe opărite ("Babes escaldadas").
El plato se preparaba tradicionalmente en las aldeas moldavas, generalmente después de hornear pan en hornos de leña. Baba Neagră se convirtió en un símbolo de la cocina rural, transmitido de generación en generación.

### Evolución de la receta
Con el tiempo, gracias al desarrollo de tecnologías y a la disponibilidad de nuevos ingredientes, la receta de Baba Neagră se diversificó. En algunas regiones, se añadían miel, nueces o alcohol para mejorar la textura y el sabor.
Además, se desarrollaron versiones de vigilia, que excluyen productos lácteos y huevos, permitiendo incluir el postre en rituales religiosos y consumirlo durante los períodos de ayuno estricto.

## Significado cultural y tradiciones

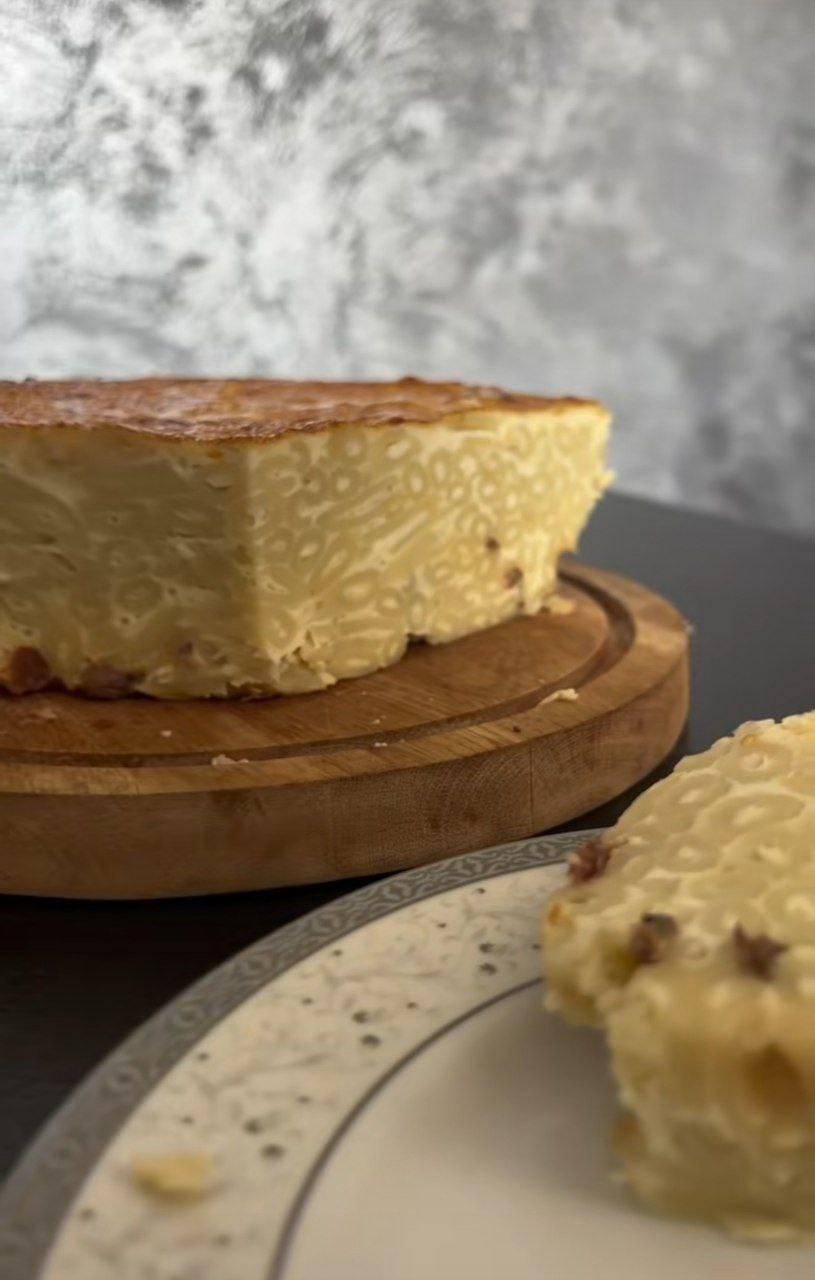
баба албэ

### Significado simbólico
Baba Neagră simboliza la hospitalidad y la generosidad del pueblo moldavo. Este postre ocupa un lugar central en las mesas festivas durante eventos importantes como bodas, bautizos, funerales y otras celebraciones familiares.
En algunas regiones, Baba Neagră se sirve junto con Baba Albă ("Abuela Blanca"), un pudín dulce a base de pasta. Esta combinación representa la armonía y la abundancia.

### Tradiciones religiosas
En los rituales religiosos, Baba Neagră se utiliza como parte de las comidas festivas. Las versiones de vigilia se sirven durante los períodos estrictos del calendario eclesiástico, como la Cuaresma.

## Distribución geográfica
Baba Neagră es más popular en las regiones del norte de Moldavia: Drochia, Soroca, Șoldănești, Rîșcani, Dondușeni y Edineț. El postre también se encuentra en las cocinas rumana, ucraniana, griega y polaca, donde las recetas se han adaptado a las tradiciones culinarias locales.

## Literature
- Mihail Kogălniceanu, Costache Negruzzi. Carte de bucate boierești. Iași, 1841.